# Franz Hein (Maler)

Franz Hein

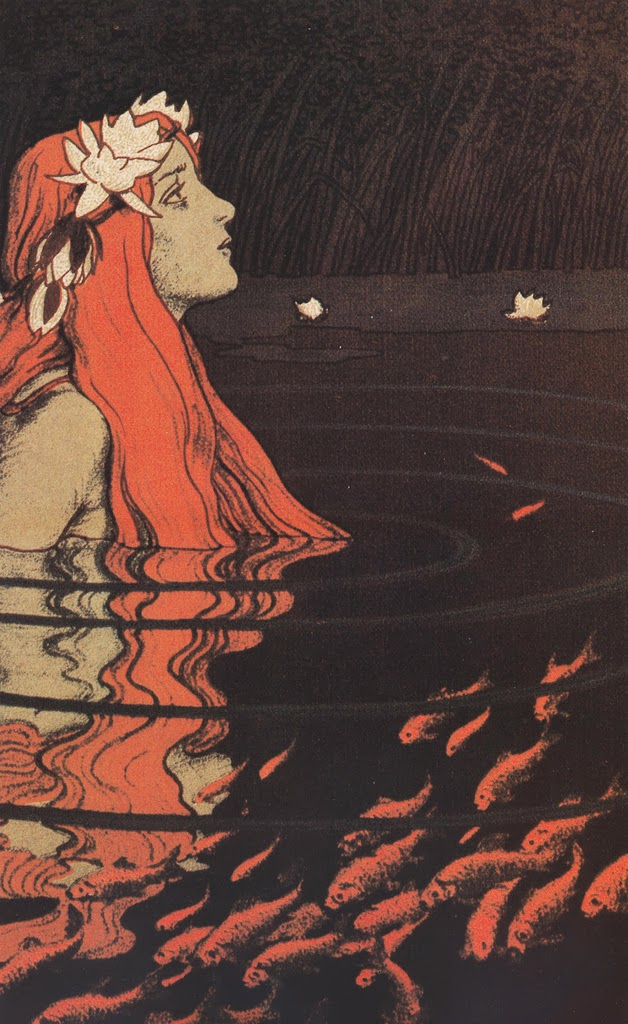
Franz Hein: Nixe im Goldfischteich, farbige Lithografie, 1904, Philadelphia Museum of Art

Franz Johann Erich Hein (* 30. November 1863 in Altona; † 21. Oktober 1927 in Leipzig) war ein deutscher Maler und Dichter. Er war der Vater des gleichnamigen Chemikers.

## Ausbildung
Franz Hein besuchte eine Hamburger Privatschule, um einen Kaufmannsberuf zu erlernen. Doch auf Anraten eines Arztes, der seine künstlerische Fähigkeit erkannte, und mit Unterstützung der Mutter kam er auf die Gewerbeschule, um ein Kunsthandwerk zu erlernen. Nachdem er eine Lehrzeit als Theatermaler bestritten hatte, folgte ab 1882 das Studium in der Karlsruher Künstlerakademie. Hein begann in der Gips- oder Antikenklasse unter Professor Theodor Poeckh (1839–1921), weiterführend in der Naturklasse unter Ernst Schurth (1848–1910), einem Hilfslehrer von Poeckh. Den Abschluss bildete, unterbrochen von einem fünfwöchigen Studienaufenthalt in Paris, die Malerklasse unter Professor Ferdinand Keller (1842–1922).

## Wirken
Der Künstler arbeitete als Wirtshaus-, Kirchen- und Märchenmaler (wie er sich selbst bezeichnete), unterrichtete von 1890 bis 1905 in der Karlsruher Kunstschule und nahm private Aufträge an, die er häufig als Aquarelle malte.
1890 schloss er sich der Grötzinger Malerkolonie an, der auch Gustav Kampmann, Karl Biese, Jenny und Otto Fikentscher, Margarethe Hormuth-Kallmorgen und Friedrich Kallmorgen angehörten.
Bis 1905 lebte er mit seiner Frau, den Ehepaaren Kampmann und Fikentscher auf der Grötzinger Augustenburg, in der auch ihre zwei Söhne, Franz Hein jun. (1892–1976) und Johannes Hein (1893–1914), geboren wurden.
Einen Ruf nach Berlin lehnte Hein ab, worauf er von der Karlsruher Kunstschule zum Professor ernannt wurde. 1905 nahm er ein Angebot aus Leipzig an und ging als Lehrer für Grafik und Buchgewerbe an die Königliche Akademie für graphische Künste und Buchgewerbe.
Franz Hein starb am 21. Oktober 1927 wenige Wochen vor Vollendung seines 64. Lebensjahres in Leipzig.

## Ehrung
1959 wurde in Grötzingen die Heinstraße nach ihm benannt.

## Schriften
- Franz Hein: Wille und Weg. Autobiografie. Verlag K. F. Koehler, Leipzig 1924.